# Bieg na 3000 metrów

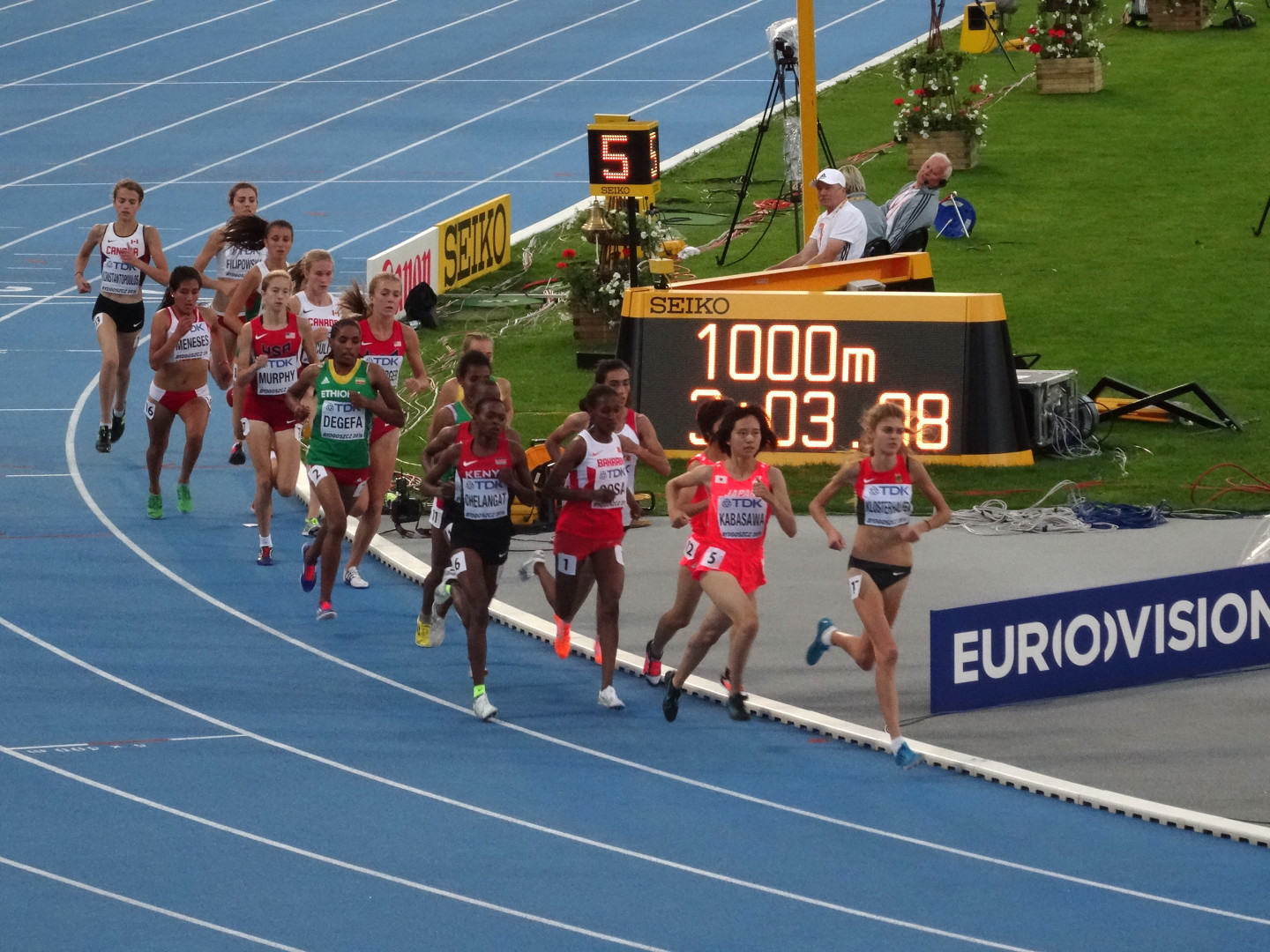
Bieg na 3000 metrów kobiet podczas Mistrzostw Świata Juniorów w Lekkoatletyce 2016 w Bydgoszczy

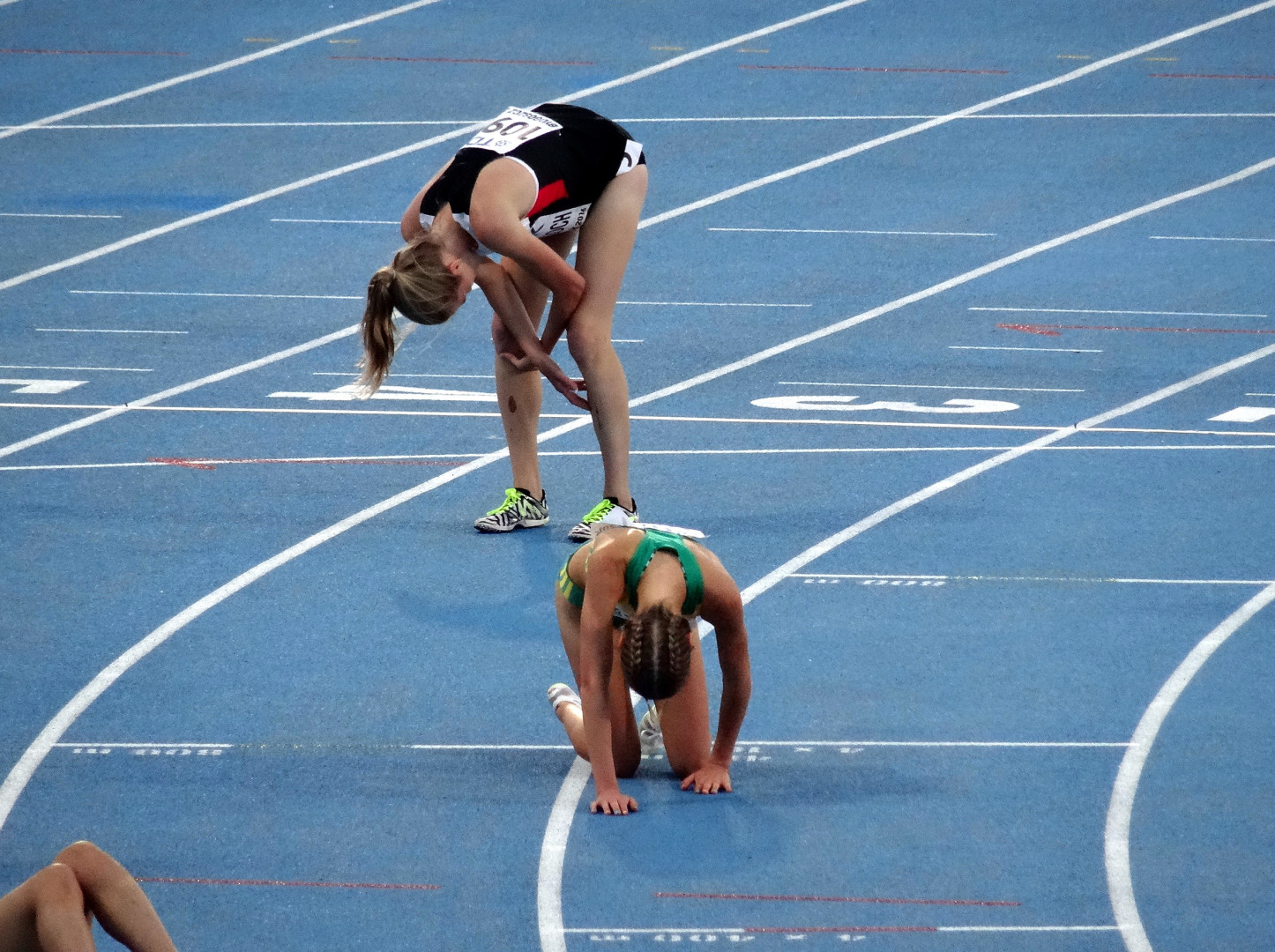
Zmęczenie po biegu

Bieg na 3000 metrów – lekkoatletyczna konkurencja biegowa, zaliczana do biegów długich. Na otwartym stadionie 3000 m odpowiada siedem i pół okrążenia.
Ten dystans nie jest rozgrywany podczas zawodów rangi mistrzowskiej na stadionie. Znajduje się natomiast w programie wielu mityngów lekkoatletycznych, gdzie często zawodnicy robią sobie sprawdzian przed startami na innych dystansach. Dystans 3000 m jest dystansem podstawowym w zawodach halowych. Znajduje się w programie halowych mistrzostw Europy i świata oraz halowych mistrzostw poszczególnych krajów.

## Najszybsi zawodnicy w historii

### mężczyźni
Poniższa tabela przedstawia listę 10 najlepszych biegaczy na 3000 m w historii tej konkurencji (stan na 25 sierpnia 2024).
- zobacz więcej na stronach World Athletics (ang.)

### kobiety
Poniższa tabela przedstawia listę 10 najlepszych biegaczek na 3000 m w historii tej konkurencji (stan na 16 sierpnia 2025).
- zobacz więcej na stronach World Athletics (ang.)

## Najszybsi zawodnicy w historii w hali

### mężczyźni
Poniższa lista przedstawia 10 najszybszych zawodników na 3000 metrów w hali (stan na 8 lutego 2025).
- zobacz więcej na stronach World Athletics (ang.)

### kobiety
Poniższa lista przedstawia 10 najszybszych zawodniczek na 3000 metrów w hali (stan na 13 lutego 2025).
- zobacz więcej na stronach World Athletics (ang.)

## Chronologia rekordu świata w biegu na 3000 metrów

### Mężczyźni[1]
| Wynik   | Zawodnik           | Reprezentacja   | Data                  | Miejsce               |
| ------- | ------------------ | --------------- | --------------------- | --------------------- |
| 8:36,8h | Hannes Kolehmainen | Finlandia       | 6 lipca 1912(dts)     | Sztokholm             |
| 8:33,2h | John Zander        | Szwecja         | 7 sierpnia 1918(dts)  | Sztokholm             |
| 8:28,6h | Paavo Nurmi        | Finlandia       | 27 sierpnia 1922(dts) | Turku                 |
| 8:27,6h | Edvin Wide         | Szwecja         | 7 czerwca 1925(dts)   | Halmstad              |
| 8:25,4h | Paavo Nurmi        | Finlandia       | 24 maja 1926(dts)     | Berlin                |
| 8:20,4h | Paavo Nurmi        | Finlandia       | 12 lipca 1926(dts)    | Sztokholm             |
| 8:18,8h | Janusz Kusociński  | Polska          | 19 czerwca 1932(dts)  | Antwerpia             |
| 8:18,4h | Henry Nielsen      | Dania           | 24 lipca 1934(dts)    | Sztokholm             |
| 8:14,8h | Gunnar Höckert     | Finlandia       | 16 września 1936(dts) | Sztokholm             |
| 8:09,0h | Henry Kälarne      | Szwecja         | 14 sierpnia 1940(dts) | Sztokholm             |
| 8:01,2h | Gunder Hägg        | Szwecja         | 28 sierpnia 1942(dts) | Sztokholm             |
| 7:58,8h | Gaston Reiff       | Belgia          | 12 sierpnia 1949(dts) | Gävle                 |
| 7:55,6h | Sándor Iharos      | Węgry           | 14 maja 1955(dts)     | Budapeszt             |
| 7:55,6h | Gordon Pirie       | Wielka Brytania | 22 czerwca 1956(dts)  | Trondheim             |
| 7:52,8h | Gordon Pirie       | Wielka Brytania | 4 września 1956(dts)  | Malmö                 |
| 7:49,2h | Michel Jazy        | Francja         | 27 czerwca 1962(dts)  | Saint-Maur-des-Fossés |
| 7:49,0h | Michel Jazy        | Francja         | 23 czerwca 1965(dts)  | Melun                 |
| 7:46,0h | Siegfried Herrmann | NRD             | 5 sierpnia 1965(dts)  | Erfurt                |
| 7:39,6h | Kipchoge Keino     | Kenia           | 27 sierpnia 1965(dts) | Helsingborg           |
| 7:37,6h | Emiel Puttemans    | Belgia          | 14 września 1972(dts) | Århus                 |
| 7:35,2h | Brendan Foster     | Wielka Brytania | 3 sierpnia 1974(dts)  | Gateshead             |
| 7:32,1h | Henry Rono         | Kenia           | 27 czerwca 1978(dts)  | Oslo                  |
| 7:29,45 | Saïd Aouita        | Maroko          | 20 sierpnia 1989(dts) | Kolonia               |
| 7:28,96 | Moses Kiptanui     | Kenia           | 16 sierpnia 1992(dts) | Kolonia               |
| 7:25,11 | Noureddine Morceli | Algieria        | 2 sierpnia 1994(dts)  | Monako                |
| 7:20,67 | Daniel Komen       | Kenia           | 1 września 1996(dts)  | Rieti                 |
| 7:17,55 | Jakob Ingebrigtsen | Norwegia        | 25 sierpnia 2024(dts) | Chorzów               |

### Kobiety[2]
| Wynik   | Zawodniczka        | Reprezentacja | Data                  | Miejsce      |
| ------- | ------------------ | ------------- | --------------------- | ------------ |
| 8:52,8h | Ludmiła Bragina    | ZSRR          | 6 lipca 1974(dts)     | Durham       |
| 8:46,6h | Grete Andersen     | Norwegia      | 24 czerwca 1975(dts)  | Oslo         |
| 8:45,4h | Grete Waitz        | Norwegia      | 21 czerwca 1976(dts)  | Oslo         |
| 8:27,2h | Ludmiła Bragina    | ZSRR          | 7 sierpnia 1976(dts)  | College Park |
| 8:26,78 | Swietłana Ulmasowa | ZSRR          | 25 lipca 1982(dts)    | Kijów        |
| 8:22,62 | Tatjana Kazankina  | ZSRR          | 26 sierpnia 1984(dts) | Leningrad    |
| 8:22,06 | Zhang Linli        | Chiny         | 12 września 1993(dts) | Pekin        |
| 8:12,19 | Wang Junxia        | Chiny         | 12 września 1993(dts) | Pekin        |
| 8:06,11 | Wang Junxia        | Chiny         | 13 września 1993(dts) | Pekin        |

## Polacy w dziesiątkach światowych tabel rocznych

### mężczyźni
- 1930 – 3. Stanisław Petkiewicz, 8:27.8
- 1930 – 6. Janusz Kusociński, 8:40.2
- 1931 – 5. Janusz Kusociński, 8:33.4
- 1932 – 1. Janusz Kusociński, 8:18.8
- 1934 – 2. Janusz Kusociński, 8:23.5
- 1954 – 7. Jerzy Chromik, 8:08.8
- 1955 – 4. Jerzy Chromik, 8:04.6
- 1956 – 3. Jerzy Chromik, 7:56.4
- 1956 – 7. Zdzisław Krzyszkowiak, 8:01.0
- 1957 – 1. Zdzisław Krzyszkowiak, 7:58.2
- 1957 – 2. Kazimierz Zimny, 7:59.0
- 1958 – 1. Jerzy Chromik, 7:58.0
- 1958 – 3. Zdzisław Krzyszkowiak, 8:00.8
- 1958 – 4. Kazimierz Zimny, 8:01.4
- 1958 – 7-8. Stanisław Ożóg, 8:03.6
- 1959 – 1-2. Kazimierz Zimny, 7:58.4
- 1960 – 5. Zdzisław Krzyszkowiak, 7:58.8
- 1960 – 8. Kazimierz Zimny, 8:00.6
- 1961 – 1. Kazimierz Zimny, 7:54.6
- 1962 – 6. Kazimierz Zimny, 8:00.2
- 1962 – 7. Zdzisław Krzyszkowiak, 8:00.4
- 1962 – 9. Lech Boguszewicz, 8:01.0
- 1963 – 2. Witold Baran, 7:55.4
- 1963 – 3. Lech Boguszewicz, 7:55.6
- 1963 – 4. Kazimierz Zimny, 7:56.4
- 1964 – 1. Witold Baran, 7:56.4
- 1964 – 2. Lech Boguszewicz, 7:57.6
- 1966 – 10. Lech Boguszewicz, 7:57.2
- 1974 – 4-5. Bronisław Malinowski, 7:42.4
- 1976 – 7. Jerzy Kowol, 7:46.96
- 1978 – 8. Bronisław Malinowski, 7:42.46

### kobiety
- 1974 – 9. Bronisława Ludwichowska, 9:05,14[3]
- 1975 – 8. Bronisława Ludwichowska, 8:58,8[3]
- 1999 – 10. Lidia Chojecka, 8:34,19
- 2000 – 9. Lidia Chojecka, 8:33,35
- 2002 – 7. Lidia Chojecka, 8:31,69
- 2004 – 10. Lidia Chojecka, 8:39,16
- 2006 – 10. Lidia Chojecka, 8:36,60

## Polki w rankinguTrack & Field News
- 1974: 9. Bronisława Ludwichowska
- 1975: 7. Bronisława Ludwichowska
- 1976: 9. Bronisława Ludwichowska